# Подград (Шентюр)
Подград (словен. Podgrad) — поселення в общині Шентюр, Савинський регіон, Словенія. 
Висота над рівнем моря: 364,5 м.